# Chryse (eiland)

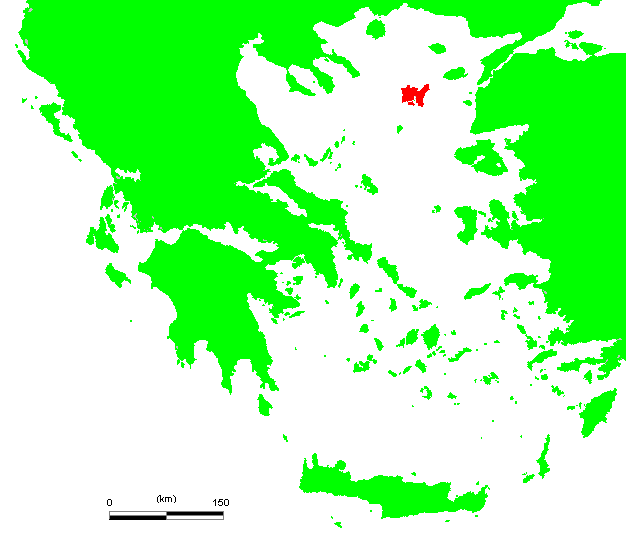
Locatie van Limnos.

Chryse (Grieks: Χρύση, letterlijk: gouden) was een klein eiland in de Egeïsche Zee zoals genoemd door Homerus, Sophocles en Pausanias.

## Beschrijving
Het eiland zou een tempel zijn voor Apollo en de beschermgodin Chryse. De boogschutter Philoctetes zou daar zijn gebeten door een adder, tijdens zijn reis naar Troje, en de Romeinse militair Lucullus heeft er drie mannen gevangen genomen tijdens de Derde Mithridatische Oorlog.
Het eiland leek te zijn verdwenen in de tweede eeuw na Christus. In 1960 zou er nabij het eiland Limnos een gezonken landmassa zijn gevonden met witte bouwstenen, dat zou duiden op overblijfselen van het eiland.